# Bijeli spomenici Vladimir-Suzdalja
Bijeli spomenici Vladimir-Suzdalja čini osam srednjovjekovnih ruskih crkava izgrađenih za vrijeme kneževine Vladimira-Suzdalja u povijesnoj ruskoj pokrajini Zalesju ("mjesto nad šumom"), danas većinom Vladimirska oblast. One su izgrađene u razdoblju od oko 350 godina (od 1152. do 1500-ih). Sve se nalaze u blizini gradova Vladimira i Suzdalja. 
Ova dva središta u središnjoj Rusiji svojim veličanstvenim vjerskim, ali i svjetovnim, kamenim građevinama, većinom iz 12. i 13. stoljeća, predstavljaju važan dio razvoja ruske arhitekture i umjetnosti. Zbog toga je osam ovih građevina 1992. godine upisano na UNESCO-ov popis mjesta svjetske baštine u Europi.

## Popis lokaliteta
| Slika | Ime                                                             | Izgradnja                 | Lokacija    | Koordinate                                              | Bilješke |
| ----- | --------------------------------------------------------------- | ------------------------- | ----------- | ------------------------------------------------------- | --- |
|       | Katedrala Gospina Uzašašća (Успенский собор во Владимире)       | 1158. – 60. i 1185. – 89. | Vladimir    | 56°07′38.59″N 40°24′32.10″E / 56.1273861°N 40.4089167°E | Katedralu je naručio Jurij Dugoruki za svog sina Andreja I. Bogoljubskog kao vjersko središte cijele Rusije. Ona je bila glavna ruska crkva u 13. i 14. stoljeću, a skoro 400 godina je bila i najveća ruska crkva. Izgrađena je unutar zidina Vladimirskog kremlja na šest stubova i s jednom kupolom na visokom tamburu. Njena tri broda su nadsvođena krhkim bačvastim svodom i kupolom u obliku šljema. Široka je 17.7, duga 22 i visoka 32.3 metra. Njeno pročelje je stupovima podijeljeno na pet dijelova koji su ukrašeni izrezbarenim reljefima. Većinu njenih fresaka su uništili Mongoli 1238. godine, ali su nove naslikali najpoznatiji ruski ikonopisci, Andrej Rubljov i Danil Černi 1408. godine (npr. Posljednji sud). Ikonostas je krasan primjer baroknog slikarstva iz 1774. godine.                                             |
|       | Katedrala Svetog Dimitrija (Димитриевский собор)                | 1194. – 97.               | Vladimir    | 56°9′N 40°25′E / 56.150°N 40.417°E                      | To je kraljevska crkva izgrađena po nalogu velikog kneza Vsevoloda III. Ima kockast oblik s tri usporedna broda i kupolu u obliku šljema. Izvana ima više od 1000 kamenih reljefa s prizorima iz života kralja Davida. |
|       | Vladimirska zlatna vrata (Золотые ворота)                       | 1158. – 64.               | Vladimir    | 56°07′38.59″N 40°24′32.10″E / 56.1273861°N 40.4089167°E | Zlatna vrata su jedina sačuvana ruska gradska vrata iz 12. stoljeća. Nekad su bila dio velikih obrambenih zidina koje su sada srušene. Vrata su kvadratični toranj s utvrđenom crkvom posvećenom Skidanju Gospinog ogrtača (čime je prema predaji Gospa sačuvala grad), na vrhu tornja. Toranj je obnovljen 1795. godine. Unutra se danas nalazi Muzej povijesti koji je najviše orijentiran na razdoblje mongolske invazije u 13. stoljeću. |
|       | Dvorac Andreja I. Bogoljubskog (Дворец Андрея Боголюбского)     | 1158. – 65.               | Bogoljubovo | 56°11′41″N 40°31′51″E / 56.19472°N 40.53083°E           | Ostaci kraljevskog dvorca iz 12. stoljeća uključuju Stubište tornja Andreja Bogoljupskog, te glavnu dvoranu koja je u 17. stoljeću pretvorena u Katedralu Porođenja Djevice. Tada je dodan i zvonik s kupolom u obliku šatora. |
|       | Crkva Gospina posredovanja na Nerli (Храм Покрова на Нерли)     | 1165.                     | Bogoljubovo | 56°11′45″N 40°33′44″E / 56.19583°N 40.56222°E           | Crkva se nalazi na mjestu Vladimirskih gradskih vrata prema vodi, tz. Vodena vrata. Ona ima jednu kupolu u obliku šljema koja stoji na četiri stuba u središtu, te reljefe na gornjem dijelu vanjskih ziidna. |
|       | Suzdaljski kremlj (Суздальский кремль)                          | 1222. – 25.               | Suzdalj     | 56°24′59″N 40°26′35″E / 56.41639°N 40.44306°E           | Suzdaljski kremlj iz 9. stoljeća se nalazi oko 25 km sjeverno od Vladimira, na obali rijeke Kamenka. U 11. stoljeću je utvrđen zidinama i zemljanim nasipima, a oko njega je nastao civilni posad (upravno i vjersko središte pokrajine) u kojemu su stanovali obrtnici i trgovci, a u 13. i 14. stoljeću dodani su i manastiri. Usprkos urbanizaciji iz 1788. godine, oblik i položaj ulica je ostao srednjovjekovni. Kremljem dominira Katedrala Gospina Porođenja (Рождественским собором) iz 13. stoljeća (od koje su sačuvana Zlatna vrata) koja je obnovljena u 16. stoljeću s pet kupola. Tu su i druge crkve sa šatorolikim kupolama iz 16. i 17. stoljeća, kao što su Konvikt Gospina ogrtača i Refektorijska crkva Uzašašća, te druge crkve iz 18. stoljeća koje su građene u paru, poput Konvikta Gospina posredovanja i drugi manastiri. |
|       | Spasiteljev manastir Svetog Eutimija (Спасо-Евфимиев монастырь) | 16. stoljeće              | Suzdalj     | 56°26′N 40°26′E / 56.433°N 40.433°E                     | Osnovan je 1352. godine, ali je dobio današnji izgled izgradnjom katedrale Isusova Preobraženja u 16. stoljeću, ali u stilu 12. stoljeća. |
|       | Crkva Borisa i Gleba (Церковь Бориса и Глеба)                   | 1152.                     | Kidekša     | 56°25′30″N 40°31′45″E / 56.42500°N 40.52917°E           | Nalazi se 5 km istočno od Suzdalja, na desnoj obali rijeke Nerl, kod Kidekša. U njoj se nalaze izvorne freske iz 12. stoljeća. Iako je kasnije obnavljana i vjerojatno promijenjena, ona ima veliku arhitektosku vrijednost zbog tradicionalnih materijala i graditeljskih tehnika. To je prva ruska crkva izgrađena od vapnenca, i to u stilu koji su kasnije slijedile sve crkve Vladimir-Suzdalja. |

## Vanjske poveznice
- Kulturna baština i arhitektura Vladimir-Suzdalja  Arhivirana inačica izvorne stranice od 27. svibnja 2011. (Wayback Machine) Posjećeno 10. veljače 2011. (engl.)
- Povijest i arhitektura Vladimira na službenim stranicama grada. Posjećeno 10. veljače 2011. (engl.)